# José María Vernet
José María Vernet (Rosario, 24 de febrero de 1944-Rosario, 23 de febrero de 2024) fue un contador público y político argentino. Fue el primer gobernador democráticamente electo de Santa Fe luego del retorno a la democracia en 1983.
También se desempeñó como ministro de Relaciones Exteriores durante la breve presidencia de Adolfo Rodríguez Saá en la última semana de 2001.

## Biografía
Nació y creció en Rosario. Su familia, de origen peronista fue perseguida tras el derrocamiento de Juan Domingo Perón en 1955. Ya en la década del 60, durante su juventud, Vernet comenzó a militar en la JP de Santa Fe, años en los que se recibió de contador en la Universidad de Rosario. Con la llegada de los convulsionados años 70, empezó a trabajar junto a su padre en las mutuales sindicales de Rosario opuestas a la dictadura militar , donde conoció a varios gremialistas, entre ellos a José Ignacio Rucci.
Vernet fue el primero en gobernar la provincia a partir de la recuperación de la democracia el 10 de diciembre de 1983.Su mandato de cuatro años marcó un hito en el proceso de transición hacia la democracia en el país después de un período de dictadura militar.
Después de dejar el cargo, continuó siendo una figura influyente en el peronismo y la política santafesina.

## Gobernador de Santa Fe

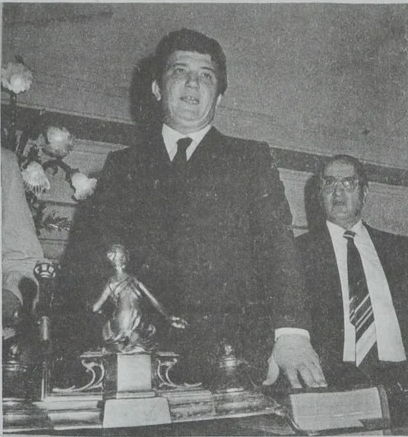
José María Vernet presta juramento como gobernador de la provincia de Santa Fe ante la asamblea legislativa.

El 30 de octubre de 1983, al celebrarse las primeras elecciones en el país luego de más de siete años de dictadura militar, Vernet se consagró gobernador, con 39 años de edad, siendo el candidato más joven de la historia provincial logra imponerse con 588.206 votos (41,9%) por sobre los 574.399 votos (40,9%) de Aníbal Reinaldo, candidato por la Unión Cívica Radical.

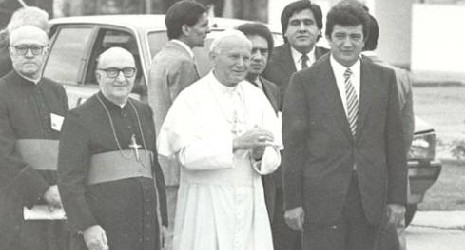
El papa Juan Pablo II junto al gobernador José María Vernet en Rosario. 11 de abril de 1987.

Entre sus obras se destacan la descentralización de la administración y la creación de Juzgados en distintas ciudades de la provincia. También trabajó para trasladar la actividad pública al sector comunitario, a través de las mutuales de viviendas, cooperativas de agua potable, consorcios camineros y comités de cuencas, entre otros.
En conmemoración del bicentenario del nacimiento de Estanislao López, creó el Cuerpo de Dragones de la Independencia integrado por hombres pertenecientes a la policía de la provincia con asiento en la Casa Gris.
Creó el Ministerio de la Producción, el Comercio y la Industria para promocionar la reconversión productiva de la provincia.
Otros proyectos fueron el Plan Lote, el Proyecto Sol y la Escuela Media para Adultos (EEMPA), para facilitar el estudio secundario de los trabajadores. En la gestión de José María Vernet, se recuperó y trasladó a la ciudad de Santa Fe la campana del Cabildo de Santa Fe.

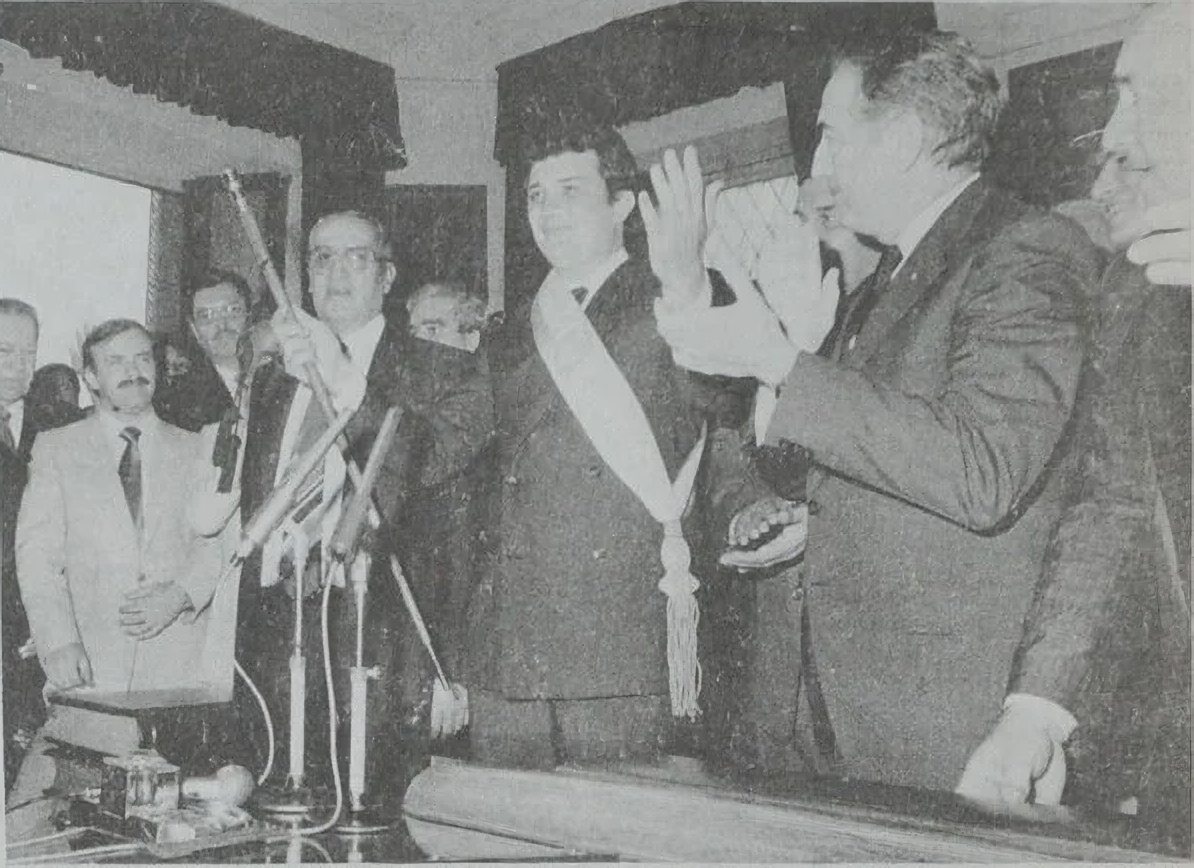
José María Vernet saluda a la concurrencia en el Salón Blanco de casa de gobierno luego de recibir los atributos de mando el 11 de diciembre de 1983

Vernet inicio una asociación informal dentro del peronismo que obtuvo el apoyo de la Unión Obrera Metalúrgica de Lorenzo Miguel, y a la cual pertenecieron entre otros Víctor Reviglio, Luis Rubeo y Liliana Gurdulich con el propio Vernet a la cabeza. La imposibilidad de reelección limitaba las posibilidades de inserción nacional de cualquier líder político santafecino. Frente a esto comentó en un reportaje durante 1985: «Es tan torpe estar contra el gobernador los primeros dos años, como estar junto a él en los últimos dos». Esta frase llegó a conocerse como el «teorema de Vernet».
El «teorema de Vernet» se cumple inexorablemente en Santa Fe, aun teniendo mayoría propia en la Legislatura, sostenido por el hecho de que en Santa Fe no hay reelección, el primer año se inserta el gobierno electo, el segundo debe afrontar elecciones legislativas, y en el cuarto año se inician las tratativas con el candidato a futuro gobernador de la provincia.

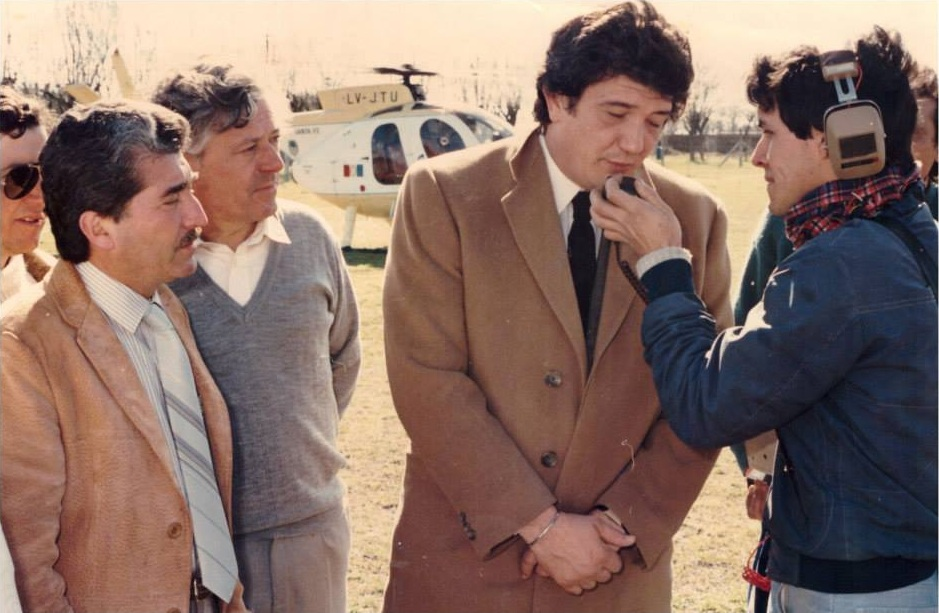
El gobernador de la provincia de Santa Fe, José María Vernet, visita la localidad de Santa Isabel. 21 de agosto de 1987

El puente colgante de Santa Fe colapsó el 28 de septiembre de 1983 durante el gobierno del interventor militar el excoronel José María González a fines de la dictadura autodenominada Proceso de Reorganización NacionalLa gestión del gobernador Vernet que empezó en diciembre de 1983 llevando a cabo el proyecto  para construir un nuevo puente. El material que se pudo rescatar se llevó al puerto de la ciudad, donde quedó en custodia del gobierno provincial. Meses después, ese material fue vendido como chatarra.
 levantandose un nuevo puente colgante que aún es utilizado diariamente por miles de vehículos.
Entre sus obras se destaca la descentralización de la administración y la creación de Juzgados en las ciudades del interior. Trabajó intensamente para trasladar la actividad pública al sector comunitario, a través de las mutuales de vivienda. Al fin de su gestión, entregó el poder a otro peronista y se radicó en Mar del Plata.

## Actividad política posterior
Ocupó el cargo de ministro de la Producción bonaerense durante la gestión de Antonio Cafiero. Fue ministro de Relaciones Exteriores de Argentina por una semana durante el breve gobierno de Adolfo Rodríguez Saá. Se postuló como candidato a vicepresidente de la Nación en la fórmula que presidió Alberto Rodríguez Saá para las elecciones presidenciales de Argentina de 2011, obteniendo menos del 8% de los votos.